# Seznam zápasů izraelské fotbalové reprezentace na MS
Izraelská fotbalová reprezentace byla celkem 1x na mistrovstvích světa ve fotbale a to v roce 1970
- Aktualizace po MS 2002 - Počet utkání - 3 - Vítězství - 0x - Remízy - 2x - Prohry - 1x

| Číslo | Soupeř  | Výsledek | MS      | Fáze turnaje       | Góly Izraele       |
| ----- | ------- | -------- | ------- | ------------------ | ------------------ |
| 1.    | Uruguay | 0 – 2    | MS 1970 | základní skupina B | Ne                 |
| 2.    | Švédsko | 1 – 1    | MS 1970 | základní skupina B | Mordechaj Spiegler |
| 3.    | Itálie  | 0 – 0    | MS 1970 | základní skupina B | Ne                 |